# 神村学園高等部伊賀
神村学園高等部伊賀（かみむらがくえんこうとうぶいが）は三重県伊賀市にある私立高等学校。学校法人神村学園が運営している。

## 概要
前身のウィッツ青山学園高等学校を2017年（平成29年）に学校法人神村学園が継承する形で開校した。単位制・通信制の高等学校で、部活動は男子硬式野球部、女子ソフトボール部、女子サッカー部を強化している。

## 沿革
- 2005年（平成17年）9月 - 前身のウィッツ青山学園高等学校が開校。
- 2017年（平成29年）4月 - ウィッツ青山学園高等学校の閉校に伴い、学校法人神村学園が校舎や生徒を継承する形で神村学園高等部伊賀分校（通信制課程）が開校[1]。
- 2020年（令和2年）1月 - 神村学園高等部伊賀に校名変更[2][3]。

## 設置コース
- 全日型 - 総合コース[4]／特別能力コース[5][6][7]
  - 全日制高校と同様に、月曜日から金曜日まで週5日間通学。
  - 特別能力コースは、スポーツで「高校日本一」という高い目標に挑戦しながら、人間としての成長を目指す。

- 選択登校型 - 自律学習コース[8]
  - 自身のライフスタイルに合わせて通学曜日を自分で決定。
  - 「仕事をしながら学校に通いたい」、「毎日通学することには不安がある」などの生徒のニーズに応える。

## 部活動

### 男子硬式野球部
- 2020年（令和2年）4月創部[注 1][9]。

### 女子ソフトボール部
- 2020年（令和2年）4月創部[注 1][10]。大学や社会人チームと同じ「革ボール」を練習に使用[注 2]することを特徴としている。
- 初の公式戦となった2020年10月の三重県高体連ソフトボール競技新人大会（全国選抜大会県予選）に部員12人[注 3]で出場。初出場・初優勝を果たし、2021年3月の全国高校選抜大会への出場を決めた[11][12]。本戦では兵庫大附属須磨ノ浦相手に1回戦敗退[13][14]。

### 女子サッカー部
- 2018年（平成30年）4月創部。
- 2019年1月に開催された三重県高校女子サッカー新人大会（11人制）に1年生部員8人[注 4]のみで挑み、初出場・初優勝の快挙を遂げた[15][16][17]。
- 1期生の8人が3年生となった2021年1月[注 5]、全日本高校女子サッカー選手権に初出場[18][19]。聖和学園相手に1回戦敗退[20]。

## アクセス
- 神村学園高等部伊賀 - 近鉄大阪線伊賀上津駅より徒歩20分
  - 名張学習センター - 近鉄大阪線名張駅より徒歩5分
  - 津学習センター - 近鉄名古屋線江戸橋駅より徒歩3分

## 著名な出身者
- 池上桃花 - ソフトボール選手 ※女子ソフトボール部初代主将